# ازدواج همجنس در مالت
ازدواج همجنس‌ در مالت از ١ سپتامبر ٢٠١٧ به‌طور قانونی انجام می‌شود. لایحهٔ ازدواج همجنس در ١٢ ژوئیهٔ ٢٠١٧ در مجلس مالت با رأی ۶۶ به ١، به تصویب نمایندگان رسید و در ١ اوت ٢٠١٧ به‌وسیلهٔ رئیس‌جمهور، ماری لوئیز کولیرو پریکا امضا گردید. در ٢۵ اوت ٢٠١٧ به دستور وزیر برابری، تاریخ ١ سپتامبر ٢٠١٧ برای اجرای این قانون در نظر گرفته شد.

## تاریخچه
در ٢٠١۴ میلادی امکان پیوند مدنی برای زوج‌های همجنس‌گرای مالتی به قانون تبدیل شده بود که آن قانون را نیز ماری لوئیز کولیرو پریکا امضا کرده بود. پس از انتخابات سراسری ٢٠١٧ میلادی، رئیس حزب‌های قدرتمند، اعلام کردند که حزبشان از ازدواج همجنس پشتیبانی خواهد کرد. در نهایت هم تنها یک نمایندهٔ مجلس به قانونی شدن ازدواج همجنس رأی مخالف داد.